# آگوست کوهنه
آگوست کوهنه (انگلیسی: August Kühne; زاده ۱۸۵۵ - درگذشته ۱۹۳۲) کارآفرین آلمانی بود، که در سال ۱۸۹۰ با مشارکت فردریش ناگل، شرکت کوهنه + ناگل را تأسیس نمود.